# Jürgen Odszuck
Jürgen Odszuck (* 5. Juli 1970 in München) ist ein deutscher Kommunalpolitiker (CDU).

## Leben
Odszuck studierte von 1994 bis 2000 Architektur an der Technischen Universität München. Daran schloss sich ein Studium des Urban Environmental Management am Asian Institute of Technology in Bangkok an, das er 2001 als Master of Science abschloss. Von 2001 bis 2003 war er für Projekte der Deutschen Gesellschaft für Technische Zusammenarbeit in Kathmandu (Nepal) und Hermannstadt (Rumänien) tätig. Von 2003 bis 2005 absolvierte er den Vorbereitungsdienst zum höheren bautechnischen Verwaltungsdienst als Städtebaureferendar im Stadtplanungsamt der Stadt Regensburg. Er schloss das Referendariat als Regierungsbaumeister ab. Von 2005 bis 2007 war er stellvertretender Leiter des Bauaufsichtsamts der Stadt Erlangen. Von 2008 bis 2009 war er stellvertretender Leiter des Stadtplanungsamts in Erlangen. Von 2010 bis 2016 war er Erster Stadtrat und stellvertretender Bürgermeister der Stadt Kronberg im Taunus.
Seit 2016 ist Odszuck als Nachfolger von Bernd Stadel Erster Bürgermeister (Beigeordneter) und ständiger Vertreter des Oberbürgermeisters von Heidelberg.
Odszuck ist verheiratet und hat zwei Kinder.